# Палумяе
Па́лумяе (ест. Palumäe küla) — село в Естонії, у волості Камб'я повіту Тартумаа.

## Населення
Чисельність населення на 31 грудня 2011 року становила 34 особи.